# Liga Artamana
A Liga Artamana (idioma alemão: Artamanen-Gesellschaft) foi um movimento agrícola e völkisch  alemão dedicado a um ruralismo inspirado no Sangue e solo. Activo durante o período de entre-guerras, a Liga tornou-se intimamente ligada ao Partido Nazi, acabando por ser absorvida por este.

## Etimologia
O termo Artamanen foi estabelecido antes da Primeira Guerra Mundial pelo Dr. Willibald Hentschel, um crente na pureza racial que fundou o seu próprio grupo, a Sociedade Mittgart, em 1906. O termo é um substantivo composto com arte e manen, palavras com origem no alemão médio alto Médio Alto alemão que significa "homem da agricultura", representando o desejo de Hentschell de retirar os alemães da decadência das cidades e de os fazer regressar a um passado rural idílico.

## Origem
As origens da Liga Artamana Liga remontam ao movimento Lebensreform do final do século XIX e início do século XX na Alemanha. Este movimento abrangeu centenas de grupos em toda a Alemanha que estiveram envolvidos em vários experiências ligadas à ecologia, saúde, forma física, vegetarianismo e naturismo (Nacktkultur). Estes grupos tinham posições de relevo em todo o espectro político. Os grupos de extrema-direita tiveram uma sequência entre os membros do Partido Nazi e seus apoiantes. As publicações da ala direita dos Lebensreformists, que venderam dezenas de milhares, argumentavam que as suas práticas eram "os meios pelos quais a raça alemã iria regenerar-se e, por fim, prevalecer sobre os seus vizinhos e os diabólicos Judeus que tinham a intenção de injectar agentes de putrefacção no sangue e no solo da nação".

## Desenvolvimento

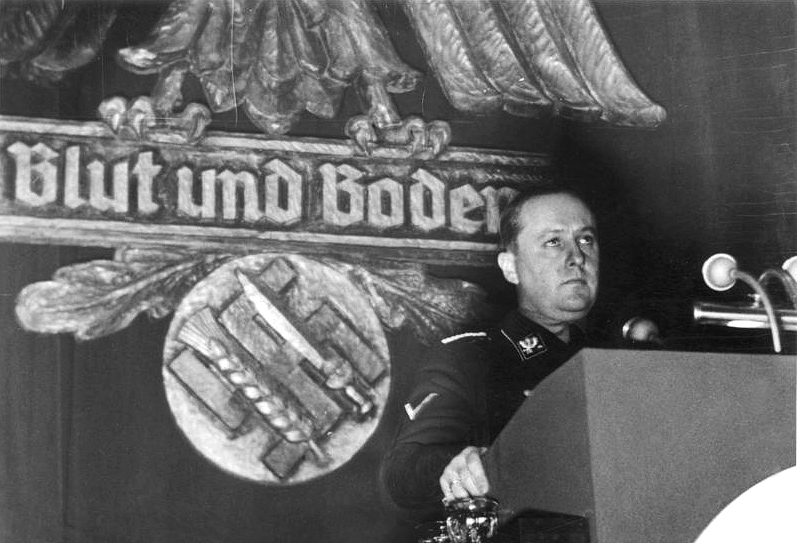
Walther Darré a discursar numa resunião Reichsnährstand sob o slogan"Blut und Boden' (sangue e solo), em Goslar, 1937

Embora Hentschel tivesse desenvolvido as suas ideias antes da Primeira Guerra Mundial, a Liga Artamana foi criada em em 1923. Os seus membros faziam parte do Movimento da Juventude alemã, representando o seu lado mais à direita da ideia de "regresso à terra". Sob a liderança de Georg Kenstler, defenderam políticas de sangue-e-solo com uma corrente de forte anti-eslavismo. Este movimento völkisch acreditava que o declínio da raça Ariana só poderia ser interrompido incentivando as pessoas a abandonar a vida da cidade em favor do assentamento em áreas rurais no leste. Enquanto os membros desejavam realizar trabalho agrícola em alternativa ao serviço militar, também viram isso como parte do seu dever de opor violentamente aos eslavos e expulsá-los da Alemanha. Os conceitos foram construídos com base na figura do Wehrbauer, ou soldado-camponês. Assim, a Liga enviou a juventude alemã para trabalhar a terra na Saxónia e na Prússia Oriental, numa tentativa de impedir que estas áreas fossem colonizadas por polacos. Para este fim, foram enviados 2000 colonos para a Saxónia em 1924, tanto para trabalhar em quintas como para servir de milícia anti-eslavos. Também deram aulas sobre a importância da pureza racial e da raça nórdica, e sobre a influência corrupta da vida na cidade e dos Judeus.
Tal como muitos outros semelhantes de direita na Alemanha,  a Liga Artamana perdeu o ímpeto com o crescimento do Partido Nazi. Por volta de 1927, 80% dos seus membros tinham-se tornado nazis.
A Liga desapareceu no início da década de 1930, com a maioria dos seus membros, a passar para o Partido Nazi.

## Ligação aos nazis
À medida que situação se foi deteriorando no final da década de 1920, alguns dos membros da Liga foram entrando mais profunda na política, dando início a uma guerra-santa contra os seus inimigos: os liberais, os democratas, maçons e judeus. Muitos membros da Liga Artamana viraram-se para o Nacional-Socialismo. Heinrich Himmler foi um dos primeiros membros e ocupou o cargo de Gauführer na Baviera. Enquanto membro da Liga, Himmler conheceu Richard Walther Darré e os dois desenvolveram uma forte amizade, baseada, principalmente, nos conceitos ideológicos desenvolvidos por Darré de sangue e solo para os quais Himmler se sentia atraído. A visão da Liga continuaria a ter um efeito profundo sobre Himmler que, durante todo o seu tempo como Reichsführer-SS, manteve os seus antigos sonhos de um campesinato racialmente puro. Himmler também se relacionava de perto com Rudolf Höss, o qual, mais tarde, entraria para as Schutzstaffel, em parte, devido à sua história na Liga Artamana. A pequena liga terminou e foi incorporada na Juventude Hitleriana em Outubro de 1934 à medida que o movimento da juventude nazi ganhava força.

## Legado
O desenvolvimento de vários grupos e projectos ambientalistas na Alemanha com as políticas de extrema-direita, têm ganho a atenção dos meios de comunicação. Desde a década de 1990, ambientalistas de extrema-direita têm-se aproveitado de terrenos baratos disponibilizadas pela reunificação, pós-Guerra Fria, da Alemanha Oriental e Ocidental, estabelecendo-se em Mecklenburg, "num esforço para revitalizar as tradições da Liga Artman". O governo do estado de Renânia-Palatinado publicou um livreto intitulado " Conservação da Natureza vs Extremismo de Extrema-direita" num esforço para ajudar os agricultores orgânicos que podem cruzar-se com extremistas de direita. Gudrun Heinrich, da Universidade de Rostock, publicou um estudo, Ecologistas Castanhos, em referência tanto ao movimento actual como aos  Camisas Castanhas nazis. Pensa-se que a revista ambiental de extrema-direita Umwelt und Aktiv (Ambiente e Activa, recebe o apoio do partido de extrema-direita alemão NPD. O Der Spiegel fez uma reportagem sobre a "irmandade orgânica castanha" ("Braune Bio-Kameradschaft"), e o Süddeutsche Zeitung publicou um artigo sobre a "infiltração [Unterwanderung] da agricultura biológica por extremistas de direita, destacando uma ligação entre as doutrinas de supremacia ariana e a harmonia ecológica.